# Roziwka (rejon użhorodzki)
Roziwka (ukr. Розівка) – wieś na Ukrainie. Należy do rejonu użhorodzkiego w obwodzie zakarpackim i liczy 1 348 mieszkańców.